# Бараона де Сото, Луис
Луис Бараона де Сото (исп. Luis Barahona de Soto; 1548, Лусена (Кордова) — 5 ноября 1595, Арчидона, провинция Малага Андалусия) — испанский поэт эпохи Возрождения.

## Биография
Родился в знатной, но обедневшей семье.
Получил медицинское образование в Гранаде, работал врачом в Кордове. Воевал против мавров.
Занимался литературным творчеством. Бараона обладал богатым поэтическим воображением, фантазией, большим мастерством в создании поэзии. Придерживался старинных национальных поэтических традиций. Поэта высоко ценили Мигель де Сервантес и Лопе де Вега.
Сервантес описывает Луиса Бараона, как «одного из лучших поэтов не только в Испании, но и во всём мире».
Прославился своей поэмой «Las lágrimas de Angélica o Primera parte de Angélica» (1586), написанной в подражание «Неистовому Роланду» Лудовико Ариосто по всем правилам итальянской классической поэтики.
Долгое время считалось, что вторая часть поэмы утеряна, но её фрагменты были обнаружены в анонимном Diálogos de la monteria, впервые напечатанном в 1890 году; в «Diálogos» также содержатся фрагменты стихотворения Луиса Бараона «Los Principios del mundo».

## Избранная библиография
- Poesias, «Biblioteca de autores españoles», тт. XXXV и XLII, Madrid;
- Las lágrimas de Angélica, (1586);
- Égloga de las Hamadríades;
- Fábula de Vertumno e Pomona;
- Atteone;
- Diálogos de la Montería;
- A la muerte del rey Sebastián;
- Lágrimas de Angélica, изд. A. M. Huntington, N.-Y., 1904.

## Память
На родине поэта в г. Лусена ему поставлен памятник.